# Leontice incerta
Leontice incerta là một loài thực vật có hoa trong họ Hoàng mộc. Loài này được Pall. mô tả khoa học đầu tiên năm 1776.